# Keszthely
Keszthely ([ˈkɛsthɛj]) es una ciudad de Hungría, situada en el condado de Zala, en el extremo occidental del lago Balaton.
Aunque habitada, al menos, desde tiempos de la Antigua Roma (cultura de Keszthely y la lengua romance panona), la primera prueba escrita de la existencia de la ciudad de Keszthely se remonta a un documento datado en 1247. Desde el año 1421 Keszthely fue una ciudad comercial. 
En la actualidad, una de sus atracciones turísticas más notables es el palacio Festetics, de estilo barroco y construido en 1745. Asimismo, el Museo Balaton tiene exposiciones geológicas y arqueológicas y trata principalmente la historia del lago Balaton. En Keszthely también se encuentra la Facultad de Agricultura de la Universidad de Panonia (en húngaro: Pannon Egyetem), anteriormente llamada Universidad de Veszprém (Veszprémi Egyetem), que fue fundada en el año 1949.

## Ciudades hermanadas
La ciudad de Keszthely está hermanada con las siguientes localidades:
- Boppard, Alemania
- Hof van Twente, Países Bajos
- Stary Sącz, Polonia
- Łańcut, Polonia
- Turnov, República Checa
- Levoča, Eslovaquia
- Piran, Eslovenia
- Litomyšl, República Checa
- Piwniczna-Zdrój, Polonia
- Jędrzejów, Polonia
- Alanya, Turquía